# Ptiloglossa mexicana
Ptiloglossa mexicana là một loài Hymenoptera trong họ Colletidae. Loài này được Cresson mô tả khoa học năm 1878.